# イソバレリルCoAデヒドロゲナーゼ
イソバレリルCoAデヒドロゲナーゼ（isovaleryl-CoA dehydrogenase）は、バリン、ロイシン、イソロイシン分解酵素の一つで、次の化学反応を触媒する酸化還元酵素である。
3-メチルブタノイルCoA + 電子伝達フラボタンパク質 {\displaystyle \rightleftharpoons } 3-メチルブタ-2-エノイルCoA + 還元型電子伝達フラボタンパク質
反応式の通り、この酵素の基質は3-メチルブタノイルCoAと電子伝達フラボタンパク質、生成物は3-メチルブタ-2-エノイルCoAと還元型電子伝達フラボタンパク質である。補因子としてFADを用いる。
組織名は3-methylbutanoyl-CoA:acceptor oxidoreductaseで、別名にisovaleryl-coenzyme A dehydrogenase, isovaleroyl-coenzyme A dehydrogenase, 3-methylbutanoyl-CoA:(acceptor) oxidoreductaseがある。